# William Howship Dickinson

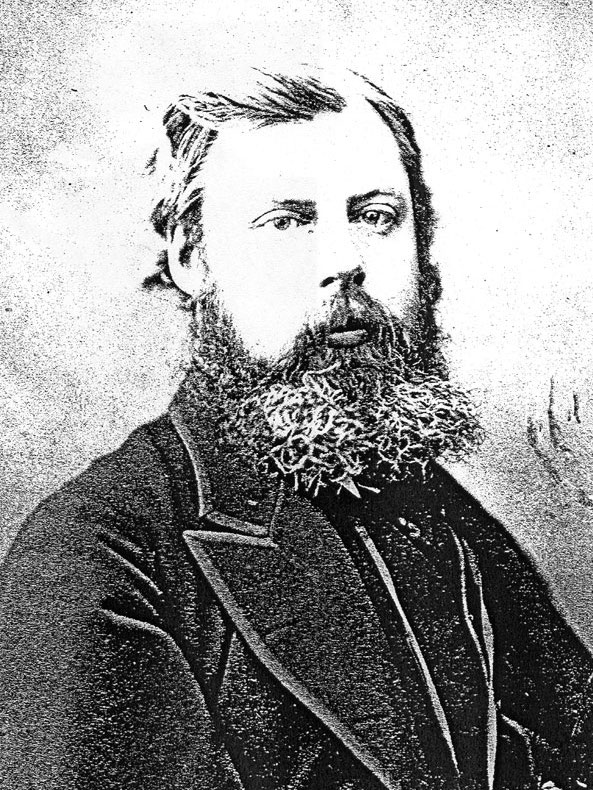
William Howship Dickinson

William Howship Dickinson (* 9. Juni 1832 in Brighton; † 9. Januar 1913) war ein englischer Mediziner.
Dickinson studierte ab 1858 an der Universität Cambridge und in London Medizin. Er arbeitete im Great Ormond Street Hospital, wo er ein besonderes Interesse an Kindern mit neurologischen Problemen entwickelte. 1861 wurde er Kurator im Pathological-Anatomical Museum im St. George’s Hospital in London, und anschließend dort auch Hilfsarzt und Dozent.

## Schriften
- On the action of digitalis upon the uterus etc. (1855)
- On the pathology of the kidney (1859–61)
- On the function of the cerebellum (1865)
- On the nature of the so-called amyloid or lardaceous degenerations etc. (1867)
- On the nature of the enlargement of the viscera, which occurs in rickets etc. (1869)
- On the pathology and treatment of albuminuria (1869, 2. Aufl. 1877)
- Kidney and urinary diseases (1876)
- On the changes in the nervous system which follow the amputation of limbs.
- Journal of Anatomy and Physiology (1869)
- Medicine, Old and New (1899)

| Personendaten    | Personendaten              |
| ---------------- | -------------------------- |
| NAME             | Dickinson, William Howship |
| KURZBESCHREIBUNG | englischer Mediziner       |
| GEBURTSDATUM     | 9. Juni 1832               |
| GEBURTSORT       | Brighton                   |
| STERBEDATUM      | 9. Januar 1913             |